# Bucium (okręg Braszów)
Bucium – wieś w Rumunii, w okręgu Braszów, w gminie Șinca. W 2011 roku liczyła 291 mieszkańców.